# Polieucte (orador atenenc)
Polieucte (grec antic: Πολύευκτος, Polýeuktos; llatí: Polyeuctus) fou un orador atenenc de la demos de Spethus que va viure al segle IV aC.
Va ser un amic polític de Demòstenes, amb qui va col·laborar per oposar-se al partit macedoni i per instar al poble a fer la guerra contra Filip II de Macedònia. Va ser acusat junt amb Demòstenes d'haver estat subornat per Harpal.
Era un home corpulent, i el seu adversari Foció el criticava en aquest sentit. El poeta còmic Anaxàndrides també el va atacar per les seves aficions al luxe. Aristòtil i Diògenes Laerci mencionen els seus discursos, i Apsines de Gàdara va conservar un fragment d'un discurs contra Demades.